# Солдатова, Ираида Анатольевна
Ираида (Ирина) Анатольевна Солдатова (19 апреля 1921, Новочеркасск, Донская область — 26 сентября 2001, Москва) — русская советская актриса театра и кино. Заслуженная артистка РСФСР (1958).

## Биография
Родилась 19 апреля 1921 года в городе Новочеркасске Ростовской области в семье строителя.
С детства мечтала о театре, участвовала в школьной самодеятельности. В 1935 году, после окончания школы, написала письмо К. С. Станиславскому, в котором просила его стать её учителем. Станиславский ответил советом поступить в ГИТИС, где она попала на курс Е. С. Телешовой, дебютировала в роли Поли в спектакле «Мещане» поставленном в ЦТКА режиссёром А. Д. Поповым.
Ещё студенткой, в 20 лет, с началом Великой Отечественной войны стала актрисой фронтовой бригады артистов на Юго-Западном фронте, затем фронтового театра Сталинградского фронта, играла Юльку в «Сталинградцах» Ю. П. Чепурина и Валю в «Русских людях» К. М. Симонова.
Награждена медалью «За оборону Сталинграда» (1945), орденом Отечественной войны II степени (1985).
Затем более полувека — с 1946 по 2001 год — актриса Центрального Театра Советской Армии, снималась в кино. Заслуженная артистка РСФСР (1958).
Солдатова была мастером эпизода. В её репертуаре такие знаменитые роли как Варвара в «Грозе» и Огудалова в «Бесприданнице» А. Н. Островского, тетушка Агата в «Адам и Ева» по М. А. Булгакова, Клеопатра в «Обрыве» по И. А. Гончарову, одна из среди самых запомнившихся зрителям ролей: Епанчина в «Идиоте» по Ф. М. Достоевскому.
В 1981—2001 проживала в Москве в доме № 7 по улице Советской Армии.
В апреле 2001 году её 80-летие и 55-летие творческой деятельности было отмечено бенефисом. В октябре 2001 года после очередного спектакля поклонилась зрителям и умерла.

Полвека отыграла на сцене Театра Российской армии. Её очередной юбилей отмечали в театре спектаклем «Деревья умирают стоя».

После спектакля она поклонилась зрителям, занавес закрылся, и моя тётя упала замертво… Вот такая потрясающая актёрская смерть…— из воспоминаний актрисы Любови Руденко
Умерла в 2001 году в Москве, похоронена на Перепечинском кладбище (участок № 41).
В 2021 году к 100-летию со дня рождения актрисы театр провёл памятные мероприятия.

## Фильмография
- 1956 — Человек родился — Плоткина (нет в титрах)
- 1958 — «Чудотворец» из Бирюлёва (к/м) — молочница (нет в титрах)
- 1960 — Простая история — Варя, подруга Саши Потаповой
- 1961 — Укрощение строптивой — супруга Гортензио, в прошлом тихая вдовушка
- 1966 — Герой нашего времени — духанщица
- 1967 — Дом и хозяин — официантка в ресторане
- 1977 — Рождённая революцией — женщина в электричке
- 1978 — Близкая даль — мать Сергея
- 1983 — Хозяйка детского дома — бабушка Пети Филипповского
- 1985 — Белая палатка — Мария Гордеевна
- 1985 — Город над головой — крестьянка

## Семья
Старшая сестра Дины Солдатовой (1928—2018) актрисы Московского гастрольного театра комедии, тётя актрисы Любови Руденко.
Сын — Владимир Генрихович Солдатов (1951—2010), поэт, автор ряда популярных песен «Старый рояль» (группа «Цветы»), «Кара-Кум» (группа «Круг») и других.